# Öffentliche Bibliothek Cherson

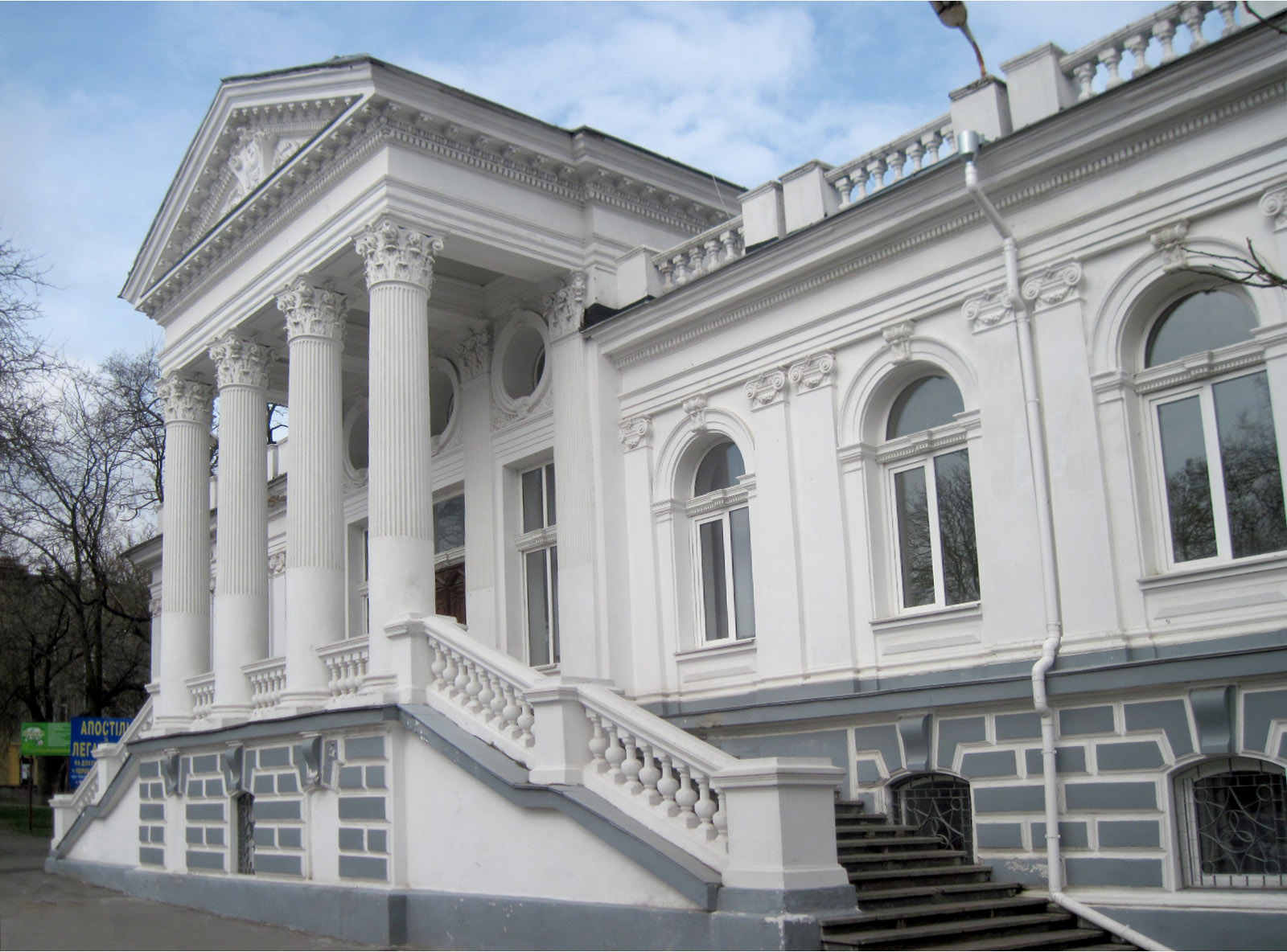
Gebäude der ehemaligen Stadtbibliothek

Die Öffentliche Bibliothek Cherson war eine städtische Bibliothek in der südukrainischen Oblasthauptstadt Cherson und der Vorgänger der Bezirksbibliothek Cherson.

## Geschichte
Die Initiative zum Aufbau der Bibliothek ging von der 1871 gegründeten Bibliotheksgesellschaft Cherson aus. Die Institution nahm am 18. Juni 1872 den Betrieb in privaten Räumlichkeiten auf. 1882 beschloss die Bibliotheksgesellschaft den Bau eines eigenen Bibliotheksgebäudes, das dank Spenden von Privatpersonen und einer Subvention der Stadt von 1896 bis 1897 errichtet werden konnte. Die Architekten Mykola Kostjantinowitsch Tolwinskji (1857–1927) und Felix Wikentiewitsch Gonsiorowskji (1815–1894) aus Odessa lieferten die Baupläne für das neoklassizistische Gebäude, das an der Torgowastraße im Stadtbezirk Suworow steht. Am Dreiecksgiebel über dem Portikus ist das Wappen der Stadt Cherson dargestellt.
1898 richtete die Bezirksverwaltung im Bibliotheksgebäude ein Archiv und ein archäologisches Museum ein.
1925 erhielt die Institution den neuen Namen Zentrale Sowjetische Bibliothek und später den Namenszusatz benannt nach Maxim Gorki.
1987 bezog die Bibliothek ein modernes Gebäude am Ruhmespark im Stadtrajon Dnipro und ging in der neuen Bezirksbibliothek Cherson (Regionale Universale Wissenschaftliche Bibliothek Oles Hontschar) auf.
Die Stadt Cherson benützt das ehemalige Bibliotheksgebäude als Standesamt.